# Heteronychia calicifera
Heteronychia calicifera är en tvåvingeart som först beskrevs av Bottcher 1912.  Heteronychia calicifera ingår i släktet Heteronychia och familjen köttflugor. Inga underarter finns listade i Catalogue of Life.